# Il Rovescio della Medaglia
Il Rovescio della Medaglia ist eine italienische Progressive-Rock-Band, die Ende 1970 in Rom gegründet wurde.

## Bandgeschichte
Enzo Vita, Stefano Urso und Gino Campoli waren zunächst in einer Beatband aktiv und gründeten schließlich Il Rovescio della Medaglia. Die ersten Sänger waren Gianni Mereu und dann Sandro Falbo, Pino Ballarini stieß jedoch bald zur Band. Das Debütalbum La Bibbia erschien 1971, der Nachfolger Io come io 1972; beide waren noch stark im Hard Rock verwurzelt.
Erst mit dem Einstieg des Keyboarders Franco Di Sabbatino und der Zusammenarbeit mit Luis Bacalov wurde aus Il Rovescio della Medaglia eine symphonische Progressive-Rock-Band. Das dritte Album Contaminazione basiert in Teilen auf Bachs Wohltemperiertem Klavier und wurde als Contamination zwei Jahre später auch in einer englischsprachigen Version veröffentlicht.
Nachdem Ende 1973 Ausrüstung gestohlen worden war, ließ der Erfolg der Band nach. Ballarini stieg aus, Michele Zarrillo ersetzte ihn kurzzeitig, meist spielte die Band jedoch ohne Sänger. Es folgten weitere Besetzungswechsel. Im Jahr 1975 erschien noch ein Single, auf der auch ein neues Album angekündigt wurde, das jedoch nicht mehr fertiggestellt wurde, bevor sich Il Rovescio della Medaglia 1977 auflösten.
Im Jahr 1988 legte die eigentlich aufgelöste Band selbst ein Live-Album mit Aufnahmen aus den 1970ern auf. Im Jahr 1993 formierte Enzo Vita die Band in stark veränderter Besetzung neu und nahm ein AOR-Album auf, das jedoch erst 1999 veröffentlicht wurde. In der Zwischenzeit war Il ritorno erschienen. Mit Enzo Vita als einziger Konstante und mehreren Gastmusikern wurde 2011 Microstorie aufgenommen. Im April 2013 trat die Band, wie auch Formula 3, Maxophone, Area, Museo Rosenbach und Mauro Pagani (ehemals Premiata Forneria Marconi), beim Italian Progressive Rock Festival in Tokyo auf. Daraus resultierte eine Live-Aufnahme von Contaminazione. Ein neues Studioalbum folgte 2016 und eine weitere Live-Aufnahme von Contaminazione im Jahr 2020.

## Diskografie
- 1971: La Bibia
- 1972: Io come io
- 1973: Contaminazione
- 1975: Contamination (englische Version)
- 1988: …Giudizio avrai (Live-Aufnahmen aus den 1970ern; Selbstverlag)
- 1995: Il ritorno
- 1999: Vitae (Studio-Aufnahmen von 1993)
- 2011: Microstorie
- 2014: Live in Tokyo
- 2016: Tribal Domestic
- 2020: Contaminazione 2.0